# رونالد كيبل
رونالد كيبل (بالإنجليزية: Ronald Keeble) مواليد 14 يونيو 1941 في لندن، هو دراج إنجليزي سابق. سبق أن شارك في دورة الألعاب الأولمبية الصيفية وفاز بميدالية أولمبية.

## الميداليات
| الميدالية | المسابقة                       |
| --------- | ------------------------------ |
| برونزية   | الألعاب الأولمبية الصيفية 1972 |

## روابط خارجية
- رونالد كيبل على موقع أرشيف الدراجات (الإنجليزية)
- رونالد كيبل على موقع أوليمبيديا (الإنجليزية)